# Macal River
Macal River är ett vattendrag i Belize. Det ligger i distriktet Cayo, i den sydvästra delen av landet, 50 km sydväst om huvudstaden Belmopan.